# Étraye-Wavrille
Étraye-Wavrille is een voormalige gemeente in het Franse departement Meuse in de toenmalige regio Lotharingen. De gemeente werd in 1973 gevormd door de fusie van de gemeenten Étraye en Wavrille en maakte deel uit van het arrondissement Verdun en van het kanton Damvillers. In 1988 werd de fusie ongedaan gemaakt en werden de voormalige gemeenten weer hersteld.